# イラン・イスラム共和国軍
イラン・イスラーム共和国軍（イラン・イスラムきょうわこくぐん，ペルシア語: ارتش جمهوری اسلامی ایران）通称アルテシュ(ارتش Arteš)は、イラン・イスラーム共和国の国軍である。

## 概要

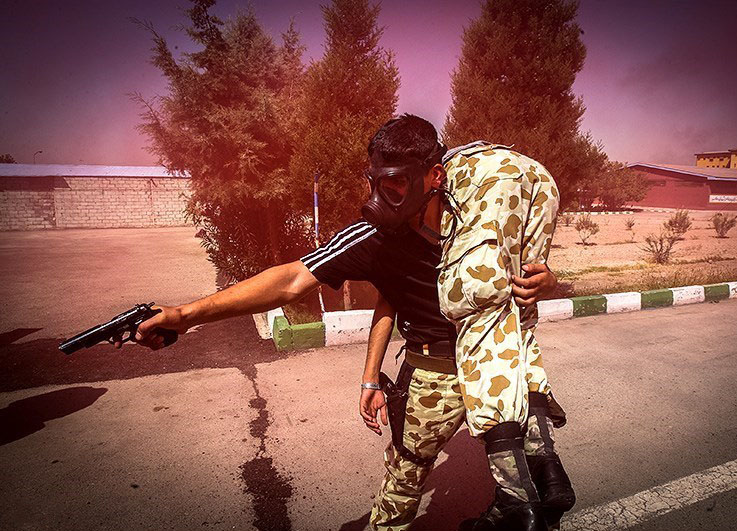
人質救出訓練を行う、イラン軍第65特殊空挺連隊の兵士

イラン・イスラム共和国軍は旧イラン帝国軍を継承しており、軍制はアメリカ・イギリスの影響を強く受けている。共和国軍への平衡力として、別の軍事組織、イスラム革命防衛隊が存在する。
憲法に従えば、防衛武装力の基盤と原理は、イスラムの信仰と教義であり、イラン・イスラム共和国軍とイスラム革命防衛隊は、この目的のために創設されている。それ故、国境警備だけではなく、イスラムの使命、言い換えればジハード、並びにアッラーフの法の勝利のための闘いも担っている。
1987年に採択されたイラン・イスラム共和国軍法によれば、共和国軍は、イラン・イスラム共和国の独立、領土保全及び国家体制、カスピ海、ペルシャ湾、オマーン海峡の領海、国境河川における国家利益の擁護、並びに要請により侵略者の攻撃又は占領からの領土の擁護を目的としたイスラム国民又はイスラム以外の困窮した人民への軍事援助を使命とする。
2025年のイスラエルによるイランへの攻撃（イスラエル側で言うライジング・ライオン作戦）では、序盤でテヘラン上空における航空優勢を奪われるなど劣勢を強いられた。イスラエルは同年6月17日、戦時参謀総長兼司令官のアリ・シャドマニを前夜の攻撃で殺害したと発表した。

## 構成

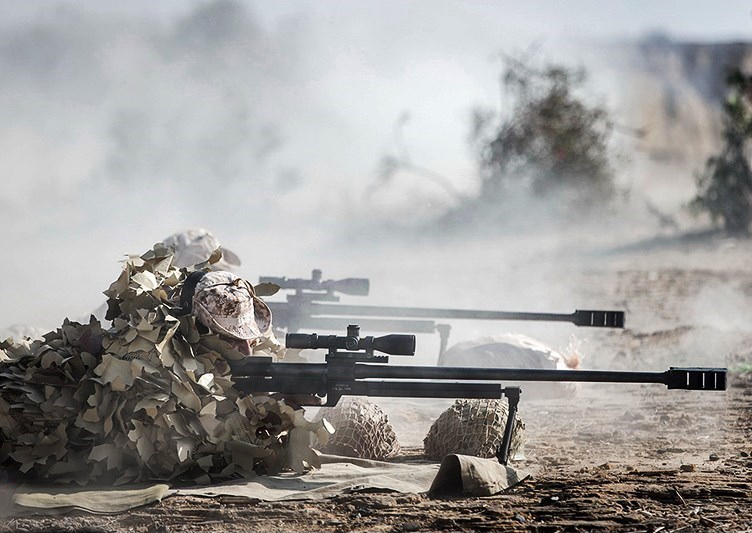
軍事演習に参加した、イラン軍海兵隊の狙撃手

イラン・イスラム共和国軍の最高司令官は最高指導者であり、国家安全保障最高評議会と全軍最高司令部を経て共和国軍が編制されている。また全軍最高司令部の下には革命防衛隊が編制されているが、革命当初から国軍とは対立的な関係にある。イラン共和国軍は統合参謀本部の下に陸海空軍部隊が編制されている。革命後には軍政機関も革命防衛隊の革命防衛省と国軍の国防省があったが、ラフサンジャーニー政権の下で国防軍需省に統廃合された。
- イラン・イスラム共和国軍統合参謀本部（英語版）
- イラン陸軍
- イラン空軍
- イラン海軍
- イラン防空軍（英語版）（2008年編成）
- イスラム革命防衛隊航空宇宙軍（英語版）（イランにおける宇宙軍。2009年編成）

## 戦歴
- イラン・イラク戦争

## 準軍事組織
- イスラム革命防衛隊（パースダーラーン）：1979年設立。国防省とは別のパースダーラーン省に従属。
  - バスィージ：民兵部隊
- 内務省法秩序警備軍：国家憲兵に相当。